# 李歐妮·金斯伯里
李歐妮·梅·金斯伯里（Leoni May Kingsbury，1909年—？），與Leoni May結婚，後來是Middlemost），是一名英格蘭羽球運動員。她的父親克拉倫斯·金斯伯里是英國自由車運動員及兩屆奧運會冠軍。她的妹妹塞爾瑪·金斯伯里也是一位成功的羽球運動員。
李歐妮·金斯伯里在1932年贏得全英羽球錦標賽女子單打冠軍，並與瑪喬麗·巴瑞特一起贏得女子雙打冠軍。1934年，她再次贏得全英女子單打冠軍。第二次世界大戰以後，她移民至南非。